# 企業内高等学校
企業内高等学校（きぎょうないこうとうがっこう）は、かつての日本に数多く存在した高等学校の一形態であり、設置者は企業系列の学校法人であった。在学中の生徒には一般の高等学校と同様の教科と共に工業科など系列企業で働くのに必要とされている知識を習得させ、卒業後は系列企業の従業員として活躍できる人材の育成を目的としていた。

## 企業内高等学校一覧
- 石川島工業高等学校（石川島播磨重工業、1977年閉校）
- 科学技術工業高等学校（富士電機、1961年創立、1973年閉校）
- 印刷工芸高等学校（共同印刷、1978年に日本プリンティングアカデミー（専門学校）に改組）
- 近江高等学校（近江絹絲紡績、現在は一般校に転換）
- 鐘紡長浜高等学校（鐘紡、1988年閉校）
- 三和高等学校（日本曹達、1963年閉校）
- スタンダード高等学校（スタンダード靴、1979年閉校）
- 林第二高等学校→誠信高等学校（林紡績、現在は一般校に転換）
- 静清高等学校（相川鉄工、現在は一般校に転換）
- 清明高等学校（宮川モスリン→宮川毛織→大日本紡績→ユニチカ、1997年閉校）
- 林高等学校→誠和高等学校（林紡績、1997年閉校）
- ソニー厚木学園高等学校（ソニー、1975年閉校）
- 南海高等学校（南海電気鉄道、現在は南海から分離して清風南海高等学校）
- 湯浅学園高等学校（湯浅電池、1992年休校）
- 那智女子高等学校（ホテル浦島、1979年閉校）

## 企業系列の学校法人
なお、現在では株式会社立学校の例や逆に学校法人の出資による会社の設立等の例がみられるが、上記のいう企業系列の学校（法人）には、その設立に個別企業が深く関与したり、理事長などとして学校法人の運営面を支えている学校を指している。
これらは大学の例も多くみられ、流通経済大学（日本通運、学校法人日通学園の記述も参照）、東京工芸大学（源流は東京写真短期大学、小西六、現 コニカミノルタ）、流通科学大学（ダイエー中内学園）、森村学園（ノリタケカンパニーリミテド）、湘北短期大学（ソニー）、公文学園（日本公文教育研究会）や東放学園（東京放送）、杜若高等学校（名古屋鉄道）、麻生グループの学校法人麻生塾、穴吹工務店グループから独立した学校法人穴吹学園などや自動車メーカー系の学校法人が運営する自動車大学校の例もある。学校法人雲雀丘学園の歴代理事長はサントリー社長がつとめ、近江短期大学も当時の近江絹糸株式会社により創設されている。またトヨタ自動車・中部電力・JR東海が共同で出資した海陽中等教育学校の例がある。台湾にも同国家電大手メーカーである大同股份有限公司（TATUNG/大同）の2代目・林挺生により設立された大同大学・大同高中の例がある。
豊田工業大学はトヨタ自動車の資本により設立された大学で、トヨタグループ3校の企業内学校からの進学については有給養成制度も設けている。大同大学（旧大同工業大学、大同特殊鋼系列。前身は大同工業短期大学）も企業内学校の大同特殊鋼技術学園からの進学については技術学園同様の有給養成制度が整備されている。
通常は高等課程修了後に1年間の実務経験の後、職場からの推薦や試験等によって選抜されて特別研修配属という形をみており、東映アニメーション研究所のようなより実学実践志向が強くなっているものも多いとしている。
こうした学校には、東洋製罐の東洋食品工業短期大学、旧大洋漁業の幾徳学園神奈川工科大学、島津製作所の島津学園京都医療科学大学（前身の京都医療技術短期大学含む）、住友金属の清真学園、星製薬の星薬科大学、山下汽船の桐朋学園と同志社香里中学校・高等学校などがある。会社のみならず業界全体で設立・運営に関与しているのもあり、産業技術短期大学は鉄鋼業界（日本鉄鋼連盟）の出資で設立され、また前述の流通科学大学も現在では流通業界全体での運営下に置かれている。
そのほかは戦前に財閥あるいはその当主によって創設または支援された学校が出現し、戦後も新学制下の教育機関に引き継がれているものがいくつかある。有名なところでは、安田財閥の保善高等学校・安田学園、浅野財閥（浅野セメント）の浅野学園、三菱・岩崎の成蹊学園・三菱商業学校（旧 慶應義塾大学分校）・三菱商船学校（現 東京海洋大学）、大倉財閥の寄付によって設立・運営された東京経済大学・関西大倉学園・善隣商業学校（現：善隣インターネット高等学校）（韓国）、東急・五島の武蔵工業大学と東横学園（現 東京都市大学）及び亜細亜大学などがあり、その他武蔵学園（根津家根津育英会・東武鉄道）、甲南学園（伊藤忠）、松山大学（ニッタ）、近江兄弟社中学校・高等学校などがある。また慶應義塾大学理工学部は王子製紙・藤原銀次郎が私財を投じて設立した藤原工業大学が後に慶應義塾に寄贈されたものであり、早稲田大学理工学部も実業家の竹内明太郎の寄附で創設されている。渋沢財閥の創始者渋沢栄一と森有礼が設立した商法講習所（一橋大学）は、後に国立大学になった。